# Eucarpha
- Commons
- Wikispecies

Eucarpha é um género botânico pertencente à família Proteaceae.